# Sericoides argentinensis
Sericoides argentinensis är en skalbaggsart som beskrevs av Martinez 1971. Sericoides argentinensis ingår i släktet Sericoides och familjen Melolonthidae. Inga underarter finns listade i Catalogue of Life.